# Тёмный режим
Тёмный режим (тёмная тема, англ. Dark Mode, «цветовая схема „Свет-на-тёмном“») в дизайне пользовательского интерфейса — цветовая схема, в которой используется светлый текст на тёмном фоне.

## История

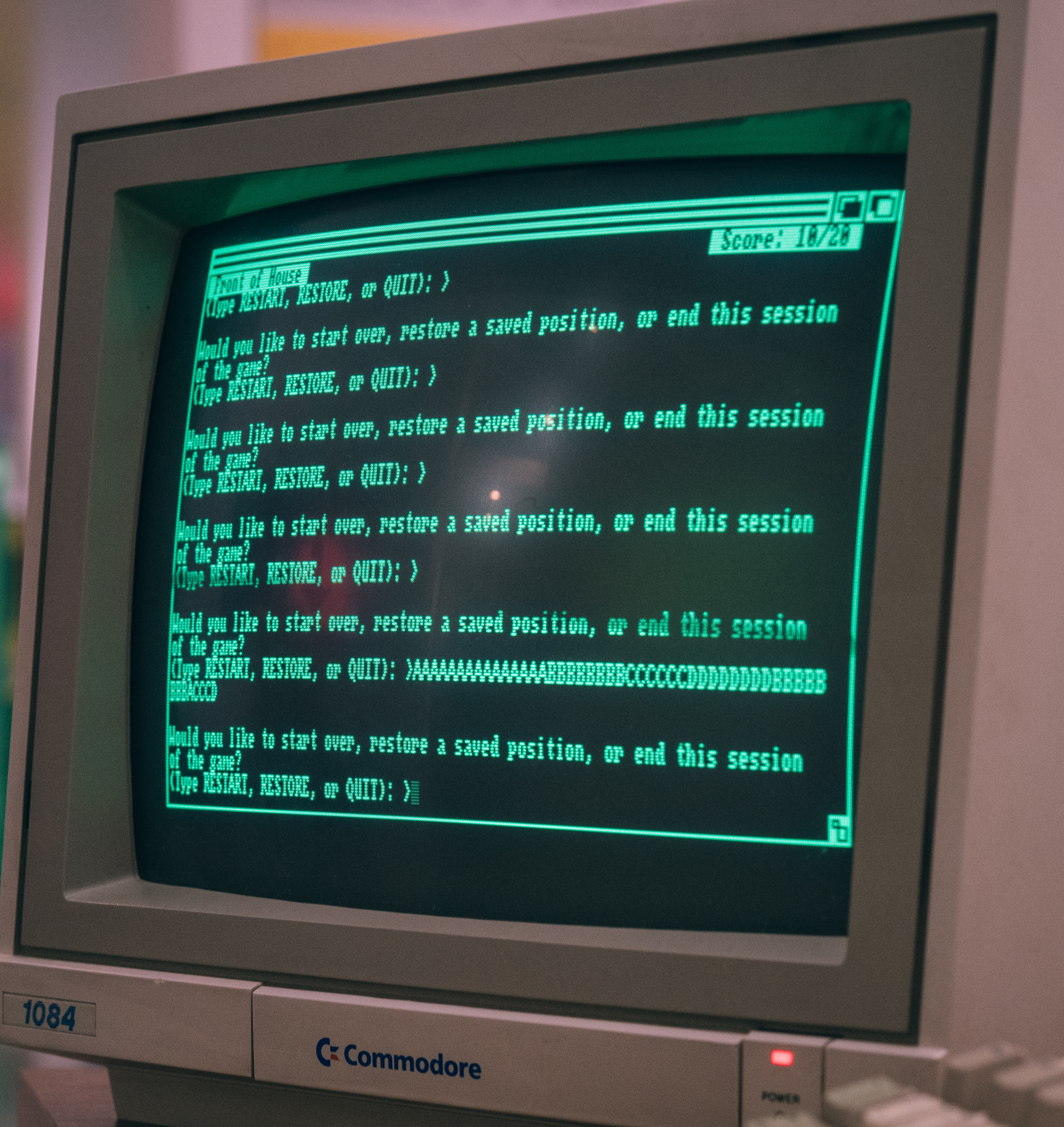
Видеоигра Zork на дисплее CRT «зелёное на чёрном»

Предшественниками современных компьютерных экранов можно считать экраны осциллографов, на которых строились графики и выводились прочие данные в виде светящегося следа на чёрном фоне.
С появлением компьютерных экранов первоначально пользовательские интерфейсы были сформированы на электронно-лучевых трубках (ЭЛТ), подобных тем, которые используются в осциллографах. Люминофор обычно был очень тёмного цвета и ярко светился, когда на него попадал электронный луч, представляя себя белым, зелёным, синим или янтарным на чёрном фоне, в зависимости от люминофоров, применённых на монохромном экране. RGB-экраны продолжали работать аналогично, используя все лучи, установленные в положение «вкл», для формирования белого цвета.
С появлением телетекста были проведены исследования о том, какие цвета и комбинации основного и вторичного света лучше всего подходят для этой новой среды. Голубой или жёлтый на чёрном обычно считался оптимальным из палитры чёрного, красного, зелёного, жёлтого, синего, пурпурного, голубого и белого.
Противоположный цветовой набор, цветовая схема «тёмное на светлом» (светлый режим или светлая тема), был первоначально введён в текстовых процессорах WYSIWYG для имитации чернил на бумаге и стал нормой.
Microsoft представила тёмную тему в юбилейном обновлении Windows 10 в 2016 году. В 2018 году Apple вышла на macOS Mojave.В сентябре 2019 года в iOS 13 и Android 10 появились тёмные режимы Некоторые операционные системы предоставляют инструменты для автоматического изменения состояния тёмного режима на закате или восходе солнца.
Firefox и Chromium имеют опциональную тёмную тему для всех внутренних экранов. Также у сторонних разработчиков появится возможность реализовывать свои собственные тёмные темы. Существует также множество надстроек для браузера, которые могут перенастраивать веб-сайты на тёмные цветовые схемы, а также в соответствии с системной темой.
В 2019 году для фронтенд-веб-разработчиков была создана опция «prefers-color-scheme», представляющая собой свойство CSS, которое сигнализирует о выборе пользователем для своей системы использования светлой или тёмной цветовой темы.
В июле 2024 года мобильный сайт Википедии получил тёмный режим. Десктопный сайт позже также получил тёмный режим..

## Преимущества
Плюсами тёмного режима считаются:
- экономия батареи[14];
- снижение нагрузки на глаза пользователей;

## Поддержка
Переход в тёмный режим поддерживается многими современными операционными системами, в том числе Windows (начиная с Windows 10 Anniversary Update), macOS 10.14, iOS 13 и Android 10, в браузерах Firefox и Chromium также возможна настройка на тёмный режим.
С 2019 года в CSS существует свойство prefers-color-scheme — предпочтение пользователя об использовании тёмного режима.
Пример на CSS:
```
@
media
 
(
prefers-color-scheme
:
 
dark
)
 
{

    
body
 
{

        
color
:
 
#ccc
;

        
background
:
 
#222
;

    
}

}

```

Пример JavaScript:
```
if
 
(
window
.
matchMedia
(
'(prefers-color-scheme: dark)'
).
matches
)
 
{

    
dark
();

}

```